# Laminated object modeling

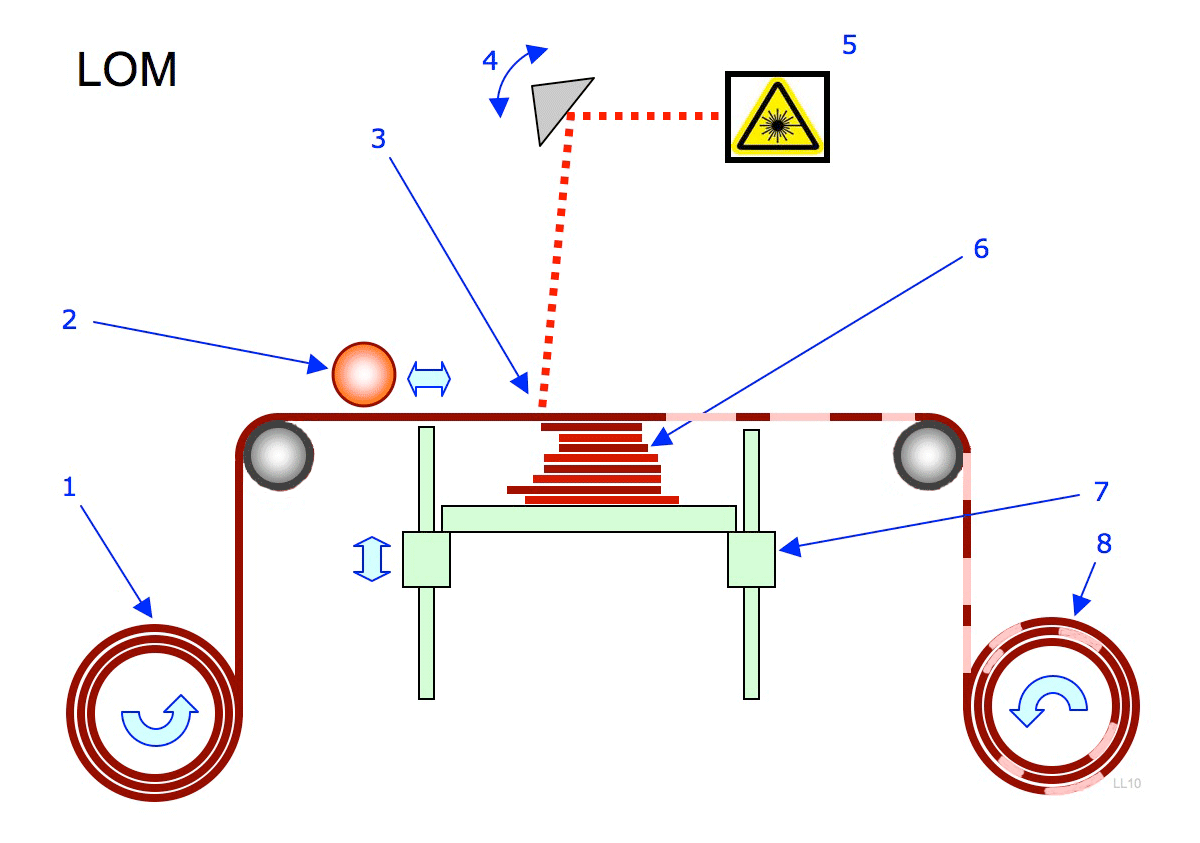
Laminated object manufacturing. 1 Aanvoerrol met folie. 2 Verwarmde lamineerrol. 3 Lasersnijstraal 4. Beweegbaar prisma. 5 Laser 6 Lamineerlagen. 7 In hoogte beweegbare tafel. 8 Afvalrol met uitgesneden vormen.

Laminated object manufacturing (LOM) is een rapid prototyping techniek waarbij een dunne laag op de voorgaande gelamineerd wordt.

## Proces
Een folie wordt via geleidingsrollen over een in hoogte verstelbare tafel (7) geleid. Met een zijdelings beweegbare verwarmde lamineerrol (2) wordt de folie aan de tafel of aan de reeds aanwezige lamineerlagen (6) gelijmd. Na het lamineren wordt de gewenste contour (3) door de laser (5), gestuurd door het beweegbare prisma (4). uit de folie uitgesneden. Vervolgens zakt de tafel (7) iets. De folie met daarin contourgaten wordt via rol (1) over de geleidingsrollen op rol (8) opgerold. Hierdoor wordt een nieuwe folie over de aan elkaar gelamineerde lagen (6) getrokken. De lamineerrol (2) lijmt vervolgens de volgende laag. Dit proces herhaald zich tot het aantal gewenste lagen is verkregen.
De uitgangsbasis voor het laminated object manufacturing proces is een STL-bestand. Dit bestand wordt via een programma vertaald in sturingcommando's voor de machine.

## Voordeel
Het voordeel van het laminated object manufacturing proces is dat de grondstof (papier) een goedkoop materiaal is. Een ander voordeel is dat de normale bewerkingen die met hout mogelijk zijn ook kunnen worden toegepast. Een ander voordeel is dat er relatief grote onderdelen mee gemaakt kunnen worden omdat er geen chemische reactie noodzakelijk is.

## Nadeel
Een nadeel is dat de maatnauwkeurigheid ten opzichte van ander rapid prototyping processen minder is.

## Toepassing
De toepassingen liggen in het maken van prototypen en van kleine series. Als lamineermateriaal wordt hoofdzakelijk met papier gewerkt. Er wordt geëxperimenteerd met lamineerlagen uit kunststof, keramiek en aluminium. Afhankelijk van de complexiteit en de geometrie is een productiesnelheid voor papier van ± 2-4mm/uur haalbaar. Voor papier (stand 2004) geldt een contourtolerantie van ±0,1mm, een laagdikte van tussen de 80 tot 150 µm en een minimum wanddikte van 1 mm.

## Geschiedenis
Het laminated object manufacturing proces is ontwikkeld door het bedrijf Helisys Inc. In eerst instantie werd de contour handmatig met een mes uit de folie gesneden.

## Referentie
1. ↑  "Laminated Object Manufacturing" April 10, 2006.